# App experimental Google Glass para lactancia materna
La app experimental de lactancia materna Google Glass empezó en Australia el 1 de marzo del 2014, usando un tipo de  tecnología portátil, Google Glass, para ofrecer información en su portal, videos informativos y dar asistencia en línea a mujeres que necesiten dar o quieran saber más sobre la lactancia materna.

## Introducción
El proyecto experimental Google Glass de lactancia materna fue desarrollado en conjunto con Australian Breastfeeding Association  y la compañía tecnológica de  Melbourne, Small World Social. Fue el primer programa diseñado para ofrecer información de lactancia materna y asesorías donde se usa un equipo computacional de  tecnología portátil.
El experimento duró 7 semanas, comenzando el 1 de marzo y finalizando el 13 de abril del  2014. Hubo 5 mamás con sus recién nacidos en el proyecto, 15 consejeros voluntarios de la Australian Breastfeeding Association y 7 miembros del equipo del proyecto de  Small World Social.  Los consejeros se encontraban repartidos en 5 estados dentro de Australia. Ellos estaban certificados para dar consultas sobre lactancia,  localizados muy distantes de sus pacientes, tanto, como Perth, Australia del Oeste, a 3500 km de distancia. Los consejeros, que estaban físicamente lejos, daban asesorías y soporte a través de videollamadas con Google Glass en línea y en vivo.

## Impacto
Según las opiniones de los medios, el proyecto de lactancia materna demostró el potencial de las tecnologías portátiles para ofrecer opciones, familiares y de salud, de soporte a larga distancia en distintas comunidades.  Las evidencias positivas del uso de estos dispositivos, contrastaron con las malas críticas en contra de éstos, sobre las preocupaciones privadas.  Un artículo en la revista Vice dice:  "Google Glass, esté o no garantizado, tiene malas críticas que son justificables, ya que la mayoría de los casos, al principio, fueron extraños. Entonces, es excelente que vean a Google Glass con fines positivos, así como el proyecto de prueba de lactancia materna de la Australian Breastfeeding Association."  Otros medios, también lo llamaron como un proyecto benévolo e innovativo con las tecnologías portátiles.  Penny Johnston, reportero de Australian Broadcasting Corporation en el programa de radio Babytalk, mencionó:  "Si piensas en Google Glass, es perfecto ofrecer asesorías a alguien amamantando: si tú estás sosteniendo o alimentando a un bebé, imagina una cámara instalada en tus lentes ¡Ahí tienes la mejor vista para checar y corregir la técnica que tienes de amamantar!"

## Participantes
Los participantes de la prueba piloto encontraron muy útiles las tecnologías a su alcance. Sarah-Jane Bailey, una de las madres dentro del proyecto, estuvo ansiosa de participar con Patrick, su hijo, después de batallar con sus primeros hijos dándoles leche materna. "Cuando sea que yo tuviera problemas para amamantar a mi hijo, yo era capaz de video llamar a un consejero, él  podía ver lo que yo veía al mismo tiempo y corrigiendo el vínculo que tenía con mi bebé," Sarah-Jane Bailey mencionó "tener la opción de llamar y obtener esa ayuda cuando yo quisiera y cuando la necesitara, es inapreciable."
| Madres               | Equipo del proyecto                                   |
| -------------------- | ----------------------------------------------------- |
| 1. Sarah-Jane Bailey | 1. Madeline Sands – Líder del proyecto                |
| 2. Lauren Clarke     | 2. Kim Jensen – Videógrafo y Diseñador Interaccional  |
| 3. Cath Sharples     | 3. Ethan Fan - Ingeniero                              |
| 4. Emma Crowder      | 4. Elloise Foster – Mercadotecnia y Comunicación      |
| 5. Laura Loricco     | 5. Lucy Colman – Analista de negocios e Investigación |
|                      | 6. Tony Kerr – Hardware                               |
|                      | 7. Andrew Hibberd – Head of Film – Animación digital  |

Los consejeros de la Australian Breastfeeding Association (ABA) estaban localizados en 5 estados dentro de Australia.

## Reconocimiento
En mayo de 2014, Small World Social y la ABA ganó el Gold Questar Award in the Emerging Media: App section, for the Breastfeeding with Google Glass App. En junio de 2014, Small World Social's Breastfeeding Support Project was awarded the Questar Best of Category Grand Prize For Emerging Media, which is given to the top 5% of entries.

## Futuro
La ABA es optimista sobre el futuro en su trabajo, apoyado por las tecnologías portátiles. Small World Social está trabajando en la organización de un plan de soporte más amplio para lanzarlo durante el 2014. Small World Social está planeando iniciar un proyecto de prueba en junio de 2014 en Estados Unidos.